# Dehumanized States of America
Dehumanized States of America  (рус. «Дегуманизированные штаты Америки») — третий альбом группы «Наив», вышедший в 1994 году.

## История создания
Перед записью в составе группы появился новый басист — бывший вокалист и клавишник группы «Четыре Таракана» Денис «Пит» Петухов (сын дирижёра Большого симфонического оркестра Всесоюзного радио и телевидения). После европейского тура 1993 года вся группа, за исключением гитариста Руслана Ступина вернулась домой. Ступин остался в Европе, несколько месяцев путешествуя автостопом со своим другом и играя на улицах. В этих поездках им были написаны почти все песни альбома.
По словам Ступина, после возвращения из Европы он обнаружил, что участники группы, за исключением Дениса Петухова, не очень заинтересованы творческим процессом, поэтому альбом был целиком написан им и звучал так, как он его хотел слышать. Руслан хотел записать его с электронными барабанами, но вокалист Александр Иванов не поддержал эту идею, поэтому барабаны все-таки сделали живыми.

## Музыкальный стиль
Dehumanized States of America до сих пор считается самой экспериментальной работой «Наива». Песни стали длиннее и сложнее, чувствуется влияние гаражного панка и гранжа.

Я сделал пластинку в стиле, который в то время в Европе был прогрессивным и модным. Такую музыку играли в клубах талантливые, молодые составы. Конечно, я находился под их влиянием.— Руслан Ступин
Лидер группы Тараканы! Дмитрий "Сид" Спирин в книге "Тупой панк-рок для интеллектуалов" называет альбом "маловразумительным экспериментом".

## Об альбоме
Сам альбом вышел в свет на кассетах независимой фирмы грамзаписи «SOS Music» в сентябре 1994 года. Презентация альбома «Dehumanized States Of America» вызвала широкий резонанс в музыкальных кругах, альбом обсуждался в эфире музыкальных и альтернативных программ FM-радиостанций Москвы и Санкт-Петербурга и некоторых национальных программ, а также телевидения («Пост-музыкальные новости» BIZ-TV). Ряд песен из этого альбома был исполнен на московском фестивале в честь Дня города, прошедшем на стадионе «Динамо».

## Список композиций
1. Dehumanized 3:46
2. Baby, What’s Your Sign 3:12
3. Organized Chaos 8:02
4. I Feel I’m Stoned 2:32
5. Invasion 3:39
6. Fuck the Fascist Control! 4:02
7. Drug Song 5:23
8. Strange Fruit 2:58
9. Godzila in the North (Where’s Your Suit) 6:09
10. Don’t Wanna Be Sedated 3:09